# الطبقة (الخليل)
خربة الطبقة وتُدعى اختصارًا الطبقة، هي قرية فلسطينية من قرى محافظة الخليل في الضفة الغربية، تقع على بعد سبعة كيلومترات غرب مدينة الخليل. تقع خدماتيًا ضمن مدينة دورا.

## التاريخ

### العهد العثماني
تبعت الطبقة إلى الإمبراطورية العثمانية في عام 1517 مع كل فلسطين، وكانت تتبع ولاية شرق بيروت.

### الانتداب البريطاني
في عام 1917، سقطت الطبقة بيد الجيش البريطاني، ودخلت القرية مع باقي فلسطين مظلة الانتداب البريطاني على فلسطين عام 1920 حتى وقوع النكبة.

#### الحكم الأردني
في أوائل خمسينيات القرن العشرين أتبعت الطبقة للحكم الأردني بين حربي 1948 و1967.

### النكسة
وقعت الطبقة في يد الاحتلال بعد حرب النكسة.

### السلطة الفلسطينية
بعد تأسيس السلطة الفلسطينية، أتبعت القرية إدارياً لمحافظة الخليل.

## السكان
وفقًا للجهاز المركزي للإحصاء الفلسطيني، بلغ عدد سكان القرية منتصف عام 2006 حوالي 1,435 نسمة. ازداد إلى 1,959 نسمة في التعداد العام للسكان والمساكن والمنشآت عام 2017.